# テッレ・デル・レーノ
テッレ・デル・レーノ（伊: Terre del Reno）は、イタリア共和国エミリア＝ロマーニャ州フェラーラ県にある、人口約10,000人の基礎自治体（コムーネ）。
コムーネ統廃合 (it:Fusione di comuni italiani) により、2017年1月1日にミラベッロとサンタゴスティーノが合併して発足した。

## 地理

### 位置・広がり

#### 隣接コムーネ
隣接するコムーネは以下の通り。括弧内のBOはボローニャ県 所属を示す。
- ボンデーノ
- チェント
- ガッリエーラ (BO)
- ピエーヴェ・ディ・チェント (BO)
- ポッジョ・レナーティコ
- ヴィガラーノ・マイナルダ

### 気候分類・地震分類
テッレ・デル・レーノにおけるイタリアの地震リスク階級 (it) は、zona 3 (sismicità bassa) に分類される。

## 行政

### 分離集落
テッレ・デル・レーノには以下の分離集落（フラツィオーネ）がある。
- Mirabello, Sant'Agostino, Dosso, Roversetto, San Carlo